# NMBS Type 12 (1939)

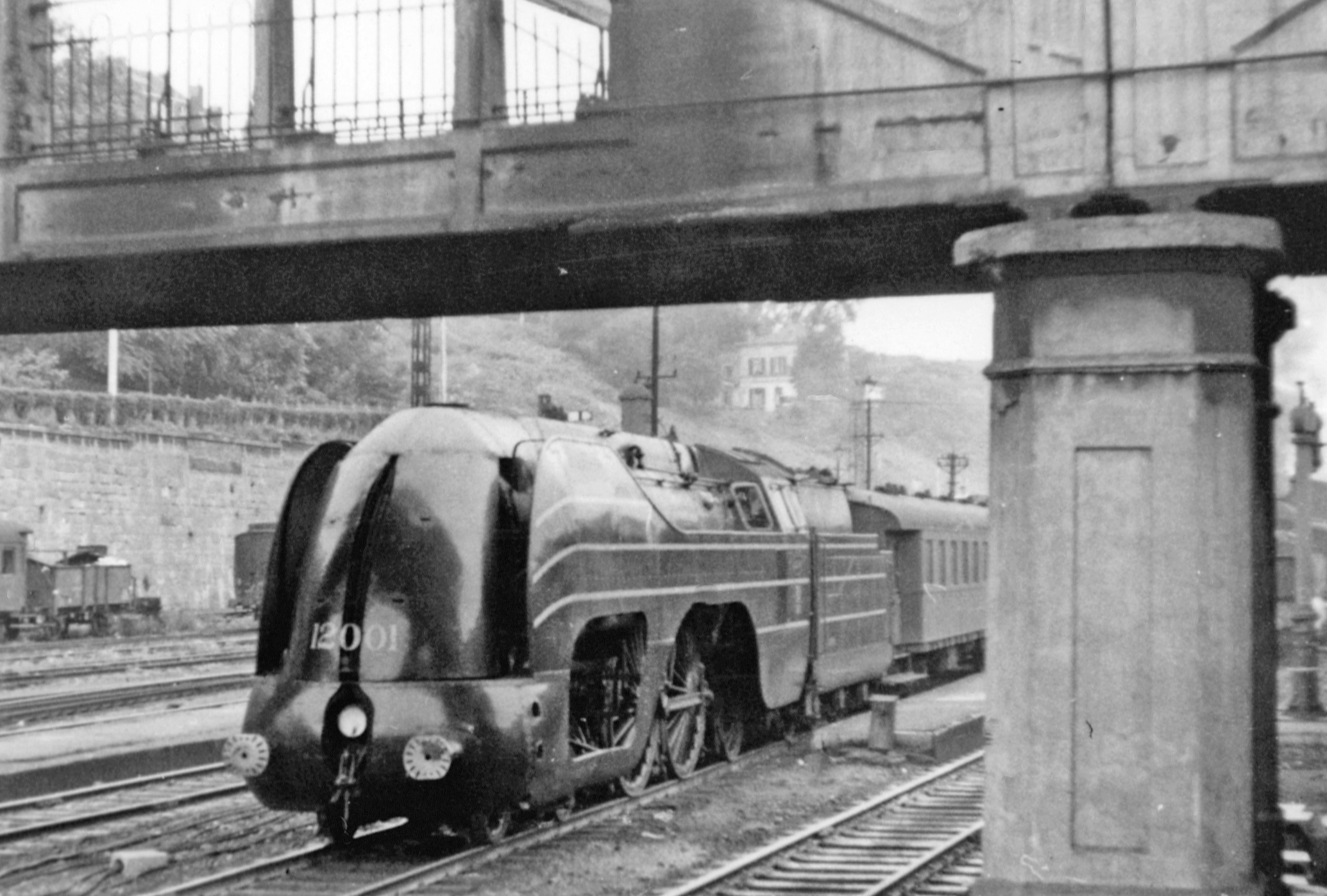
Locomotief 12.001 in Luik

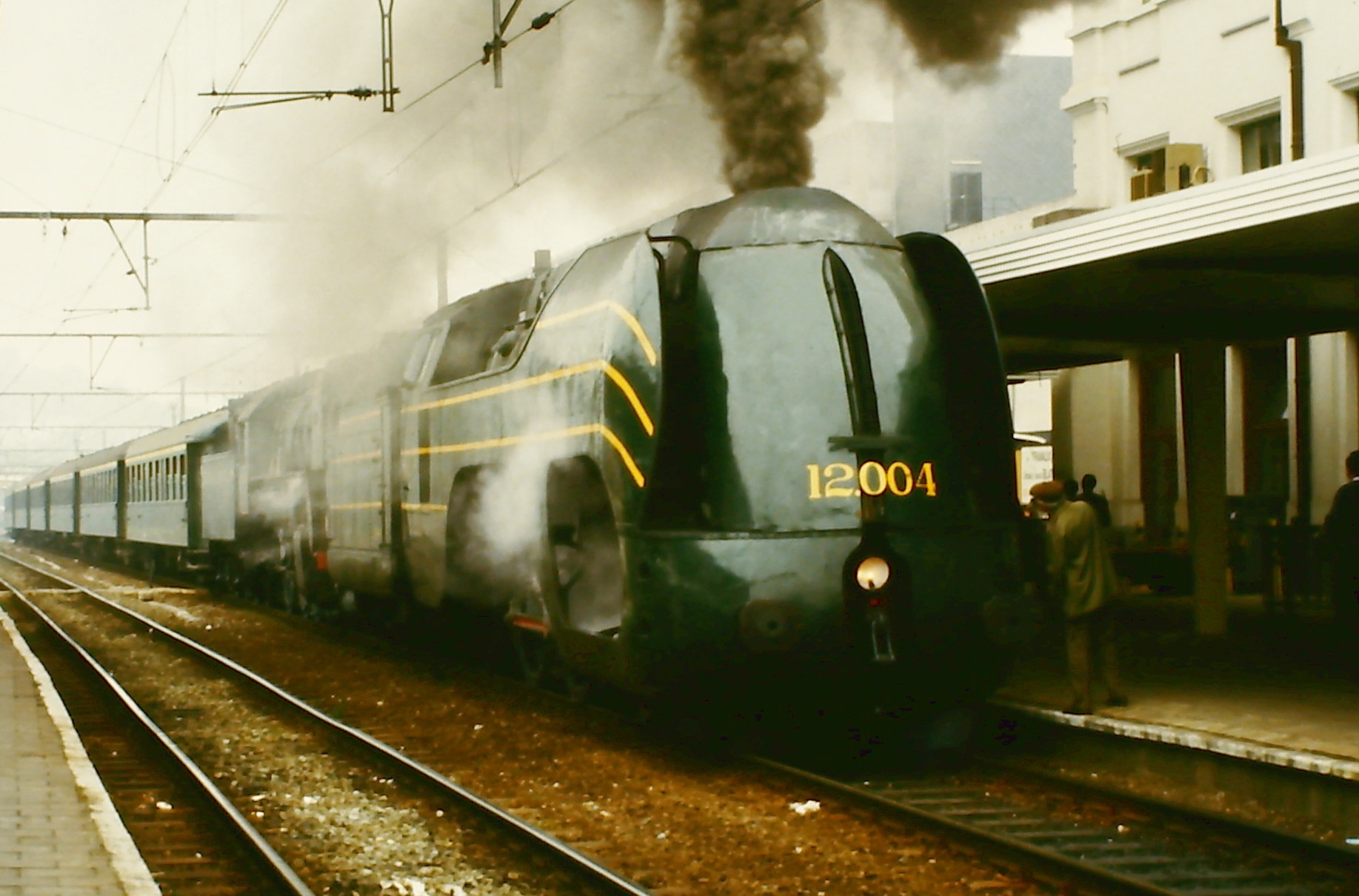
De 12.004 aan het hoofd van een toeristische rit

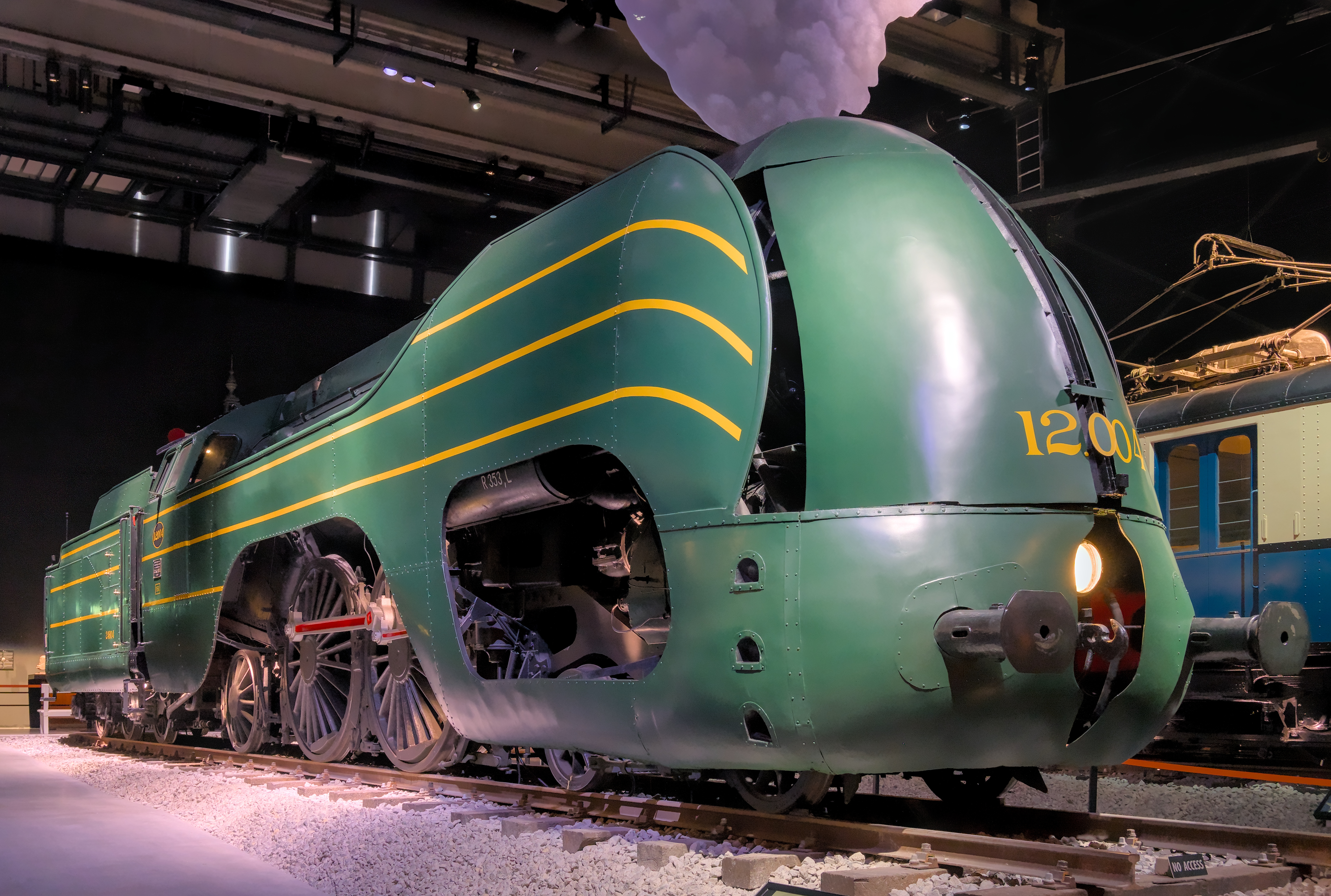
De 12004 in Train World

De locomotief Type 12, ook wel 'Atlantic 12' genoemd, was een stoomlocomotief van de Nationale Maatschappij der Belgische Spoorwegen die in dienst was van 1939 tot 1962. Deze locomotief is de enige gestroomlijnde stoomlocomotief die bij de Belgische spoorwegen heeft gereden en werd haast uitsluitend ingezet voor het expresspassagiersvervoer tussen Brussel en Oostende. Door de aerodynamica van deze treinen kon met een dienstsnelheid van 120 km/h gereden worden. Slechts een van de zes locomotieven van deze serie, met het nummer 12.004 bleef bewaard.

## Constructie
Tijdens het interbellum ondergingen de spoorwegen belangrijke ontwikkelingen. Niet enkel was er de opkomst van diesel en elektriciteit al nieuwe aandrijfbron voor treinen, ook werd er volop met aerodynamica geëxperimenteerd. Om de snelheid te verbeteren kregen locomotieven een gestroomlijnd uiterlijk om de luchtweerstand de verbeteren. Zowel in Europa als in Noord-Amerika werden deze treinen erg populair. Enkele voorbeelden zijn de Duitse BR 05 (1935), de Britse Mallard (1938), de Franse 232 S (1940) en de Amerikaanse streamliners (jaren dertig – jaren vijftig). Deze treinen waren allen specifiek bedoeld om (voor die tijd) hoge snelheden te halen.
Ook in België kwam de behoefte aan nieuwe hogesnelheidslocomotieven. De Brusselse ingenieur Raoul Notesse (1898-1944) werd halfweg de jaren dertig van de twintigste eeuw belast met het ontwerp van de type 12, een locomotief specifiek bedoeld om lichte exprestreinen te trekken tussen de Belgische grootsteden. De Fransman André Huet ontwierp de kenmerkende gestroomlijnde carrosserie van de loc. Hij liet zich hierbij waarschijnlijk inspireren door een Canadese streamliner. Hoewel de type 12 technologisch gezien niet erg innovatief was ten opzichte van gelijkaardige locomotieven was het een destijds ongezien modern ontwerp voor de Belgische spoorwegen, die toen ook gestroomlijnde motorwagens in dienst begonnen te nemen. De bouw van de in totaal zes locomotieven gebeurde in de ateliers van Cockerill in Seraing. In juli 1939 werd de type 12 aan de NMBS geleverd en dat maakte het meteen de snelste locomotief op het Belgische spoorwegnet. Bij een test met vijf rijtuigen op maandag 12 juni van hetzelfde jaar werden snelheden tot 165 km/h gehaald. De trein ontwikkelde een kracht van 2.200 pk en legde de afstand Brussel - Oostende af in 58 minuten. Voor de rit had de stoker ongeveer 2000 kilo kolen in de ovenketels moeten gooien. 
De locomotief was volledig gestroomlijnd door de aanwending van een mantel in plaatstaal, de zogenaamde 'deviator' die tot doel had om de lucht af te leiden die weerstand uitoefent tegen de voortbeweging van de trein. De locomotief was geverfd in de typisch NMBS-groene kleur met gele strepen. Om het onderhoud van de trein te vergemakkelijken kon de carrosserie her en der geopend worden. Ook waren uitsparingen voorzien voor de cilinders, die aan de binnenkant van het chassis zaten.

## Dienst
De zes type 12-locomotieven waren gestationeerd in de stelplaats van Schaarbeek. Ze trokken voornamelijk treinen over het 124 km lange traject tussen Brussel en Oostende, dat in minder dan een uur werd afgelegd (er werd hierbij evenwel niet altijd gestopt in Gent en Brugge). Dit was met het oog op de verbinding met Engeland, waarbij de passagiers in Oostende konden overstappen op de boot. Ook op de lijn tussen Brussel en Luik was de locomotief actief. De normale dienstsnelheid bedroeg 120 km/h, met uitschieters tot 140. Het vrij rechte en vlakke traject maakte deze snelheden mogelijk.
Bij het uitbreken van de Tweede Wereldoorlog raakten drie locomotieven beschadigd bij een bombardement op het depot. De overige drie werden geëvacueerd naar Frankrijk. Na de oorlog werden de zes treinen herenigd en hersteld, waarbij ze ook werden aangepast voor zwaarder transport. De treinen deden nu ook andere steden aan zoals Bergen, Doornik en Rijsel.
Begin jaren zestig liep het Belgische stoomtijdperk op zijn einde. De type 12 werd nog regelmatig ingezet, maar kreeg veel concurrentie van de diesel- en vooral de elektrische tractie. Daarbij kwam nog eens de enorme opkomst van de auto en het feit dat stoomlocomotieven niet op eigen kracht door de Brusselse Noord-Zuidverbinding mochten rijden. Op 29 juli 1962 kwam er een einde aan de carrière van de type 12, die slechts 23 jaar geduurd heeft. Locomotief 12.002 trok deze laatste trein tussen Rijsel en Brussel. Hierna werden de locomotieven, waarvan er al enkele gebruikt waren voor reservestukken, vlug verschroot. Enkel de 12.004 ontsnapte aan dit lot.

## Bewaring
De locomotief met nummer 12.004 werd dus gered van de sloop. Volgens een spoorweglegende zouden spoormannen de locomotief stiekem hebben losgekoppeld van een sloopkonvooi. In ieder geval bleef dit ene exemplaar van de type 12 bewaard. Omstreeks 1980 begon de uitgebreide restauratie van deze locomotief, waarbij ze opnieuw rijvaardig gemaakt werd. Dit gebeurde met het oog op het 150-jarig jubileum van de Eerste Belgische treinrit, in 1985. Voor deze gelegenheid vond opnieuw een bijzondere rit plaats, ditmaal met de 12.004 op kop. De trein kreeg een mythische status en werd nog af en toe ingezet voor historische ritten. Maar in 2006 reed de locomotief voor de laatste keer uit. Ze was niet langer rijvaardig en werd verplaatst naar de museumbewaarplaats van Leuven.
De locomotief verdween even achter de schermen en was 2012 nog even te zien op de voorstelling van een stripverhaal van de Belgische tekenaar François Schuiten, dat over deze locomotief gaat. Op 27 maart 2013 verhuisde de 12.004 naar de werkplaats van Kinkempois bij Luik, waar de locomotief gerestaureerd werd met de bedoeling om permanent tentoongesteld te worden. Ze zou namelijk als pronkstuk gaan dienen in het nieuwe spoorwegmuseum Train World. Na haar restauratie verhuisde de locomotief naar dit museum, waardoor haar laatste rustplaats uiteindelijk opnieuw in Schaarbeek Ligt.

## Trivia
- Het stripverhaal 'Schoonheid' van François Schuiten uit 2012 draait rond de locomotief 12.004. Dit verhaal situeert zich in een fantasiewereld waarin de trein stilaan wordt afgedankt voor een elektrische kabelbaan. Schuiten verwijst hiermee naar de opkomst van de elektrische tractie ten koste van de stoomtrein.
- De miniatuurversie van deze locomotief is een zeer begeerd object bij Belgische Modelbouwers. Al in 1946 werd een speelgoedversie van deze trein op de markt gebracht.
- Een locomotief van het type 12 zou volgens de overlevering betrokken zijn geweest bij de redding van verschillende gedeporteerden in wereld oorlog 2. Op 2 september 1944 werd de 12.002 in Brussel-Zuid gereed gebracht voor het slepen van een trein met 1370 politieke gevangenen richting de Duitse kampen. Meerdere spoorwegbeambten waren op de hoogte van de aard van de trein en zij deden alles eraan om de trein te vertragen. Om 17:45 vertrok de trein met veel vertraging richting Mechelen, om vanuit daar de reis over Leuven en Luik voort te zetten richting Duitsland. Machinist Verheggen en stoker Pochet slagen erin om het konvooi zodanig veel te vertragen, dat het pas om middernacht Muizen bereikt. Daar werden ze om 05:30 's ochtends terug gestuurd naar Mechelen. Hierna reed men de trein terug naar Brussel, waar hij op 3 september 10:15 aankomt. In de verwarring van de bevrijding van de stad, konden de stoker en de machinist zich uit te voeten maken. Andere spoorwegmannen zorgden ervoor dat de loc niet meer genoeg druk had om te vertrekken en kort daarna konden de gevangenen bevrijd worden.[6]
- Lucien Joveneaux (1927-1997), een kunstschilder gespecialiseerd in spoorwegmateriaal, maakte verschillende aquarellen van de locomotief.